# OCAD
OCAD – specjalistyczny program do rysowania map.
Posiada zestaw symboli, które są używane do kreślenia map: różne rodzaje dróg, poziomice, trasy kolejowe, skarpy, ogrodzenia, dołki, zabudowania, obszary wodne,  itd.

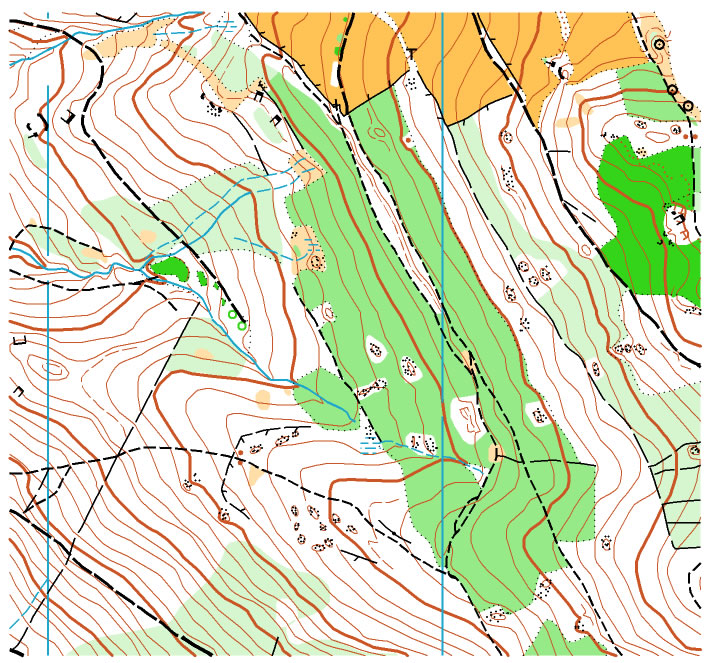
Przykład mapy do biegu na orientację stworzonej w programie OCAD

## Dostępne wersje
- 6 - Dostępna jako darmowa pełna wersja
- 9 Demo - Dostępna darmowa wersja demo (ogranicza się do 500 obiektów)
- 9 - wersja komercyjna

OCAD® jest zastrzeżonym znakiem towarowym firmy Steinegger Software.